# Snědovice
Snědovice (en allemand : Schnedowitz) est une commune du district de Děčín, dans la région d'Ústí nad Labem, en Tchéquie. Sa population s'élevait à 754 habitants en 2021.

## Géographie
Snědovice est arrosé par l'Obrtka et se trouve à 5 km au nord-est de Hoštka, à 19 km à l'est-sud-est de Litoměřice, à 30 km au sud-est d'Ústí nad Labem et à 48 km au nord de Prague.
La commune est limitée par Úštěk au nord, par Tuhaň et Dubá à l'est, par Štětí au sud et par Hoštka à l'ouest.

## Histoire
La première mention écrite du village date de 1350.

## Administration
La commune se compose de huit quartiers :
- Bylochov
- Křešov
- Mošnice
- Snědovice
- Strachaly
- Střížovice
- Sukorady
- Velký Hubenov

## Transports
Par la route, Snědovice se trouve à 8 km de Štětí, à 22 km de Litoměřice, à 41 km d'Ústí nad Labem  et à 68 km de Prague.